# Jamasita Tóru
Jamasita Tóru (山下 亨; Hepburn: Yamashita Tōru; Oszaka, 1988. december 7.–), ismertebb művésznevén Tóru, japán zenész, dalszerző, a One Ok Rock együttes gitárosa. Kohama Rjótával, az együttes basszusgitárosával korábban a Heads nevű hiphopformáció tagjai voltak 2002-ig.

## Pályafutása
Jamasita Oszakában született, majd Tokióba költözött családjával. Kohama Rjótával gyerekkori barátok, gyakran jártak együtt hiphop-táncversenyekre 1995 és 1999 között. 2000-ben a Heads nevű hiphopformációval debütáltak, első kislemezük címe screeeem! volt. Ezt a Gooood or Bad! követte. Az együttes minden hétvégén fellépett, Tokió és Oszaka népszerű szórakoztatónegyedeiben. 2002-ben feloszlottak.
2005-ben főszerepet játszott a Sibuja Fifteen (シブヤフィフティーン) című televíziós sorozatban. Ezt követően a Kamen Rider Hibiki című sorozatban cameoszerepet játszott. Ugyanebben az évben Rjótával, iskolatársukkal Alexszel és annak barátjával Kojanagi Júval rockegyüttest alapítottak, melynek neve később One Ok Rock lett. Tóru meggyőzte a Chivalry of Music együttes sokáig vonakodó énekesét, Moriucsi Takahirót, hogy legyen a frontemberük. Alex kilépése után Tóru ritmusgitárról szólógitárra váltott.
2021. december 28-án Jamasita az Instagram-fiókjában jelentette be, hogy feleségül vette Ómasza Aja színésznőt.

## Diszkográfia

### Közreműködések
| Év   | Cím                  | Album   | Előadó | Megjegyzés          |
| ---- | -------------------- | ------- | ------ | ------------------- |
| 2020 | Inside You           | Eyes    | Milet  | dalszerző, producer |
| 2020 | The Love We've Made  | Eyes    | Milet  | dalszerző, producer |
| 2020 | Somebody             | Eyes    | Milet  | dalszerző, producer |
| 2022 | Who I am             | visions | Milet  | dalszerző, producer |
| 2022 | On The Edge          | visions | Milet  | dalszerző, producer |
| 2022 | One Reason           | visions | Milet  | dalszerző, producer |
| 2022 | Final Call           | TBA     | Milet  | dalszerző, producer |
| 2022 | lullaby              | lullaby | YU-KA  | dalszerző, producer |
| 2022 | No Stars             |         | YU-KA  | dalszerző, producer |
| 2023 | Hosidzukijo (星月夜) |         | YU-KA  | dalszerző, producer |